# Herbert Jancke
Herbert Hermann Martin Franz Jancke (* 21. Juni 1886 in Groß Jenkwitz, Kreis Brieg; † 18. August 1959 in Offenbach am Main) war ein deutscher Jurist, der als einer von zwei Oberfinanzpräsidenten im Reichsgau Sudetenland und zuletzt als Ministerialdirigent im Bundesfinanzministerium tätig war.

## Leben und Wirken
Nach dem Schulbesuch studierte Jancke Rechtswissenschaften und promovierte 1909 an der Universität Breslau zum Dr. jur. Er war Mitglied der Studentenverbindung Wratislavia Breslau.
Unmittelbar nach der deutschen Besetzung der deutsch besiedelten Grenzgebiete der Tschechoslowakei und der Bildung des Reichsgaus Sudetenland wurde Ministerialrat Jancke aus der Ministerialverwaltung in Berlin am 20. Oktober 1938 kommissarisch und am 8. März 1939 definitiv zum Oberfinanzpräsidenten in Troppau ernannt. Jancke wurde neben Rudolf Mitze einer von zwei Oberfinanzpräsidenten des Sudetenlandes. Sein  territorialer Verantwortungsbereich umfasste zusätzlich auch Oberschlesien. 1939 war er der NSDAP beigetreten.
Als gegen Kriegsende seine Dienststelle aus Troppau evakuiert werden musste, ließ er sich mit seiner Behörde in Mährisch Trübau nieder, wo er bis zum 6. Mai 1945 als Oberfinanzpräsident im Amt blieb.
1946 trat er in der Sowjetischen Besatzungszone der LDP bei und wurde Abteilungsleiter im Finanzministerium Sachsen-Anhalt in Magdeburg. Ein Jahr nach der Gründung der DDR flüchtete er 1950 nach West-Berlin. In der Bundesrepublik wurde er als Oberpräsident a. D. in den Dienst der Bundesfinanzministeriums in Bonn übernommen und zum Ministerialdirigenten befördert.
Janke wurde als „bester Typ altdeutschen Beamtentums“ gelobt.